# The Sound of Revenge
The Sound of Revenge – debiutancki solowy album amerykańskiego rapera Chamillionaire’a. Produkcją albumu zajęli się Scott Storch, Mannie Fresh, Play-N-Skillz, Cool and Dre oraz inni producenci. Został wydany w 2005. Gościnnie występują tu: Lil’ Flip, Lil Wayne, Rasaq, Natalie Alvarado, Krayzie Bone, Bun B, Scarface and Pastor Troy. Album został także wydany w wersji Screwed and Chopped. Chamillionaire i Krayzie Bone wygrali w kategorii Najlepszy Duet Raperski za piosenkę Ridin'.
Album pokrył się platyną w Stanach Zjednoczonych i sprzedał się w 130.000 egzemplarzach w pierwszym tygodniu. Całkowita sprzedaż wyniosła 1,5 miliona egzemplarzy.

## Lista utworów
| #  | Tytuł                          | Producent        | Goście                    | Czas |
| -- | ------------------------------ | ---------------- | ------------------------- | ---- |
| 1  | „The Sound of Revenge (Intro)” | The Beat Bullies |                           | 3:18 |
| 2  | „In the Trunk"                 | Mannie Fresh     |                           | 4:38 |
| 3  | „Turn It Up"                   | Scott Stotch     | Lil’ Flip                 | 4:34 |
| 4  | „Ridin'"                       | Play-N-Skillz    | Krayzie Bone              | 5:03 |
| 5  | „No Snitchin'"                 | Cool and Dre     | Bun B                     | 4:32 |
| 6  | „Southern Takeover"            | The Beat Bullies | Killer Mike & Pastor Troy | 5:17 |
| 7  | „Radio Interruption"           | The Beat Bullies |                           | 3:27 |
| 8  | „Frontin' „                    | Happy Perez      |                           | 4:10 |
| 9  | „Grown and Sexy"               | The Beat Bullies |                           | 4:03 |
| 10 | „Think I'm Crazy"              | The Beat Bullies | Natalie Alvarado          | 5:03 |
| 11 | „Rain"                         | Sol Messiah      | Scarface & Billy Cook     | 5:11 |
| 12 | „Picture Perfect"              | Sol Messiah      | Bun B                     | 4:48 |
| 13 | „Fly as the Sky"               | Mannie Fresh     | Lil’ Wayne & Rasaq        | 4:58 |
| 14 | „Peepin' Me"                   | The Beat Bullies |                           | 4:21 |
| 15 | „Void in My Life"              | Twinzbeatz       |                           | 4:40 |
| 16 | „Outro"                        | Sean Blaze       |                           | 3:09 |

## Notowania
| Notowanie (2005)                      | Pozycja |
| ------------------------------------- | ------- |
| U.S. Billboard 200                    | 10      |
| U.S. Billboard Top R&B/Hip-Hop Albums | 9       |
| U.S. Billboard Top Rap Albums         | 6       |
| UK Albums Chart                       | 12      |